# فندوق صابونی
ساپیندوس (نام علمی: Sapindus) نام یک سرده از تیره ناترکیان است.
حدود ۱۲ گونه‌ی امروزی از این سرده در مناطق گرم و معتدل یا گرمسیریِ سرتاسر جهان می‌رویند. این گیاه خوشه‌هایی از گل‌های سفید شیری دارد که میوه‌هایی معروف به فندق صابون می‌دهند. این میوه‌ها حاوی ساپُنینِ طبیعی هستند و هزاران سال است که بسیاری از اقوام، مثل بومیان آمریکا، از آن‌ها برای شست‌وشو استفاده می‌کنند.